# Calvario (Vigo)

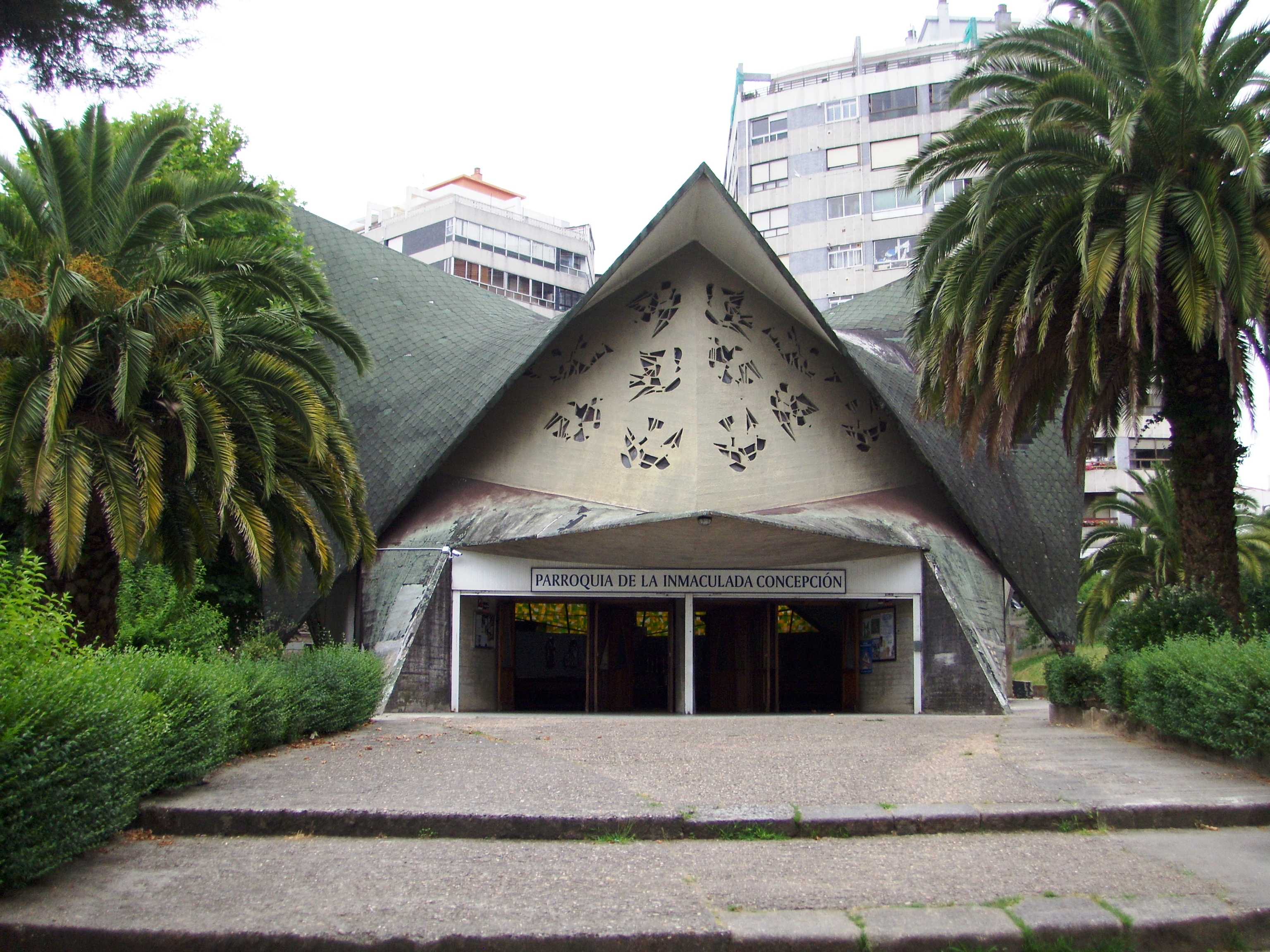
Iglesia parroquial de la Inmaculada Concepción del arquitecto Antón Román Conde.

El Calvario es un barrio de Vigo que tiene su origen en el desenvolvimiento de la antigua carretera de Villacastín. Marcaba entre límite entre Vigo y Lavadores. Pertenece a la parroquia de Lavadores.

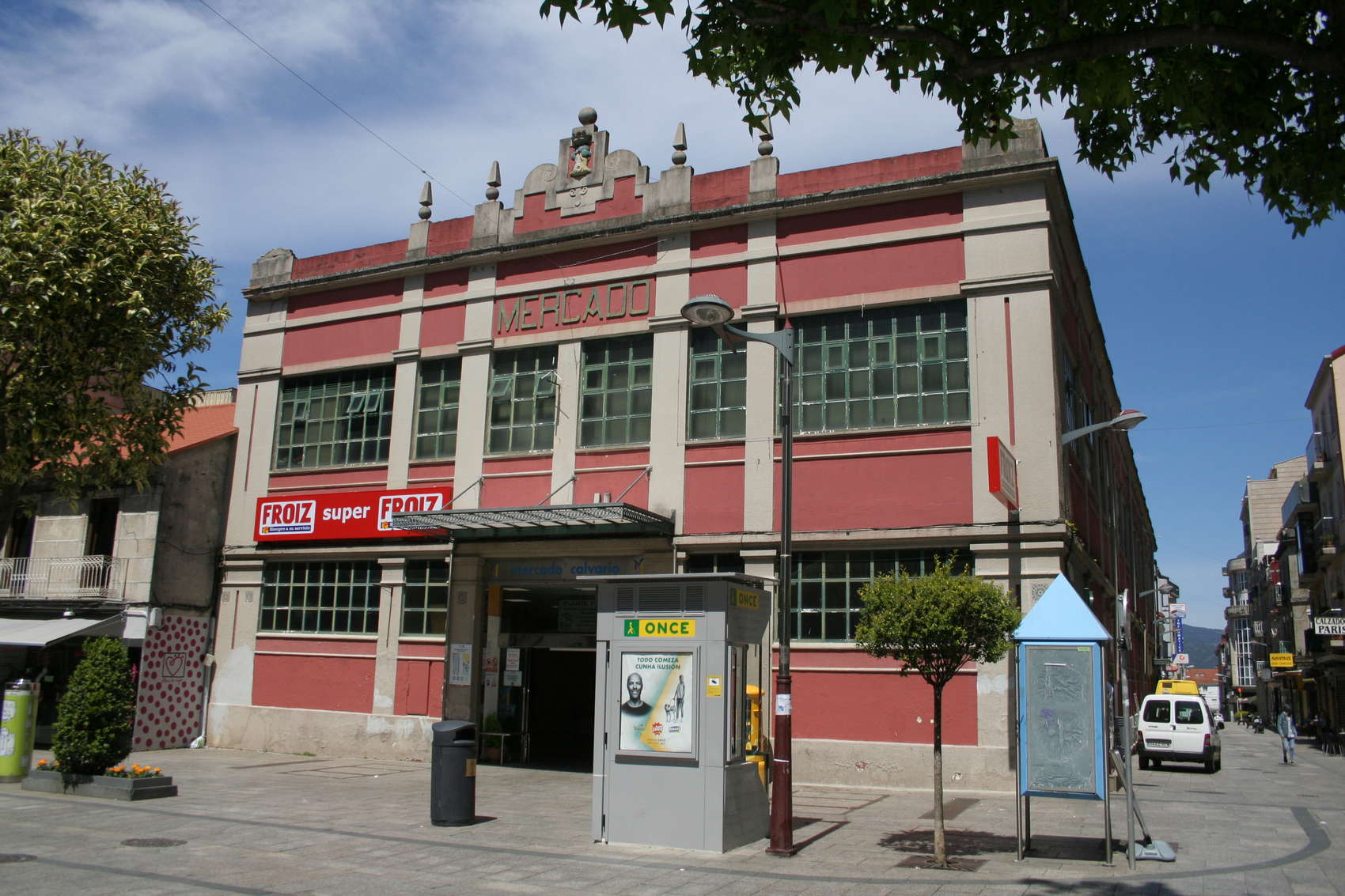
Mercado municipal del Calvario.

Fue desarrollado durante la década de 1960-70 por iniciativa privada para ofrecer viviendas a la población que llegaba a Vigo para trabajar en el sector industrial.
En 2003 fue peonalizado un tramo de la Calle de Urzaiz.
En el año 2017 era uno de los 15 barrios con menor renta media de España según un estudio del Instituto Nacional de Estadística (INE).